# Urdampilleta
Urdampilleta es una localidad del partido de Bolívar, provincia de Buenos Aires, Argentina.

## Historia
El 16 de marzo de 1876, el entonces Ministro de Guerra Dr. Adolfo Alsina, ordenó, desde Olavarría, se avanzara hacia el Sur para instalar a la altura de Carhué un fortín.
El 19 de marzo del mismo año, la división Oeste, al mando del Coronel Marcelino Freyre, comenzó su marcha y al frente de la expedición llegó a la Cabeza .
El día 21 a las 17 llegaron al médano “El Deseado”, estancia del Señor Campion habiendo recorrido 36.000 varas en esta jornada desde la Cabeza del Buey.
El terreno era accidentado, el camino ancho, buenos pastos y mucha abundancia de leña de cardo. A ambos lados del camino había grandes médanos con lagunas de agua dulce y pequeños jagüeles.
“El Deseado” dio origen al nombre de la primera estación ferroviaria.
El fortín estaba ubicado a 30 cuadras de donde funcionaba la Escuela Nacional Nº18. Dos nombres dan origen a la designación de nuestro pueblo: El Deseado, fortín fundado en dicho campo por la expedición del coronel Marcelino Freyre y Torrecita.
Existe una versión oral sosteniendo que la expedición de Freyre venía buscando agua para sus hombres y fue aquel lugar “deseado” por surgir en dicho médano agua en gran cantidad.
Según el Señor Juan Mendive, estos campos antiguamente se llamaban “El Dorado”.
El primer contratista que roturó sus tierras fue el Señor José Achaga. Se abonaba $4 la hectárea y su propietaria era la firma The Zutherland and Co. El contrato tenía una duración de tres años y si fracasaba la cosecha, se abonaba el 50%.

## Toponimia de Torrecita
El nombre Torrecita se le asignó al primitivo proyecto de formación del pueblo presentado por los Señores Juan Salduna, Miguel Erdoiz y Juan B. Salduna, debido a que en las inmediaciones del campo donde se realizaría el trazado, existía un médano llamado, precisamente, Torrecita.
“Torrecita”, aunque se registran varias versiones, la más fundada es la que está asentada en la estación local: en las inmediaciones donde se levantó la estación ferroviaria, existían médanos, los que por su topografía semejaban a distancia unas torres pequeñas destacándose alguna de ellas.
En septiembre de 1904 fue inaugurada esta “parada” con la denominación de Estación Torrecita.
Estos médanos eran conocidos a principio del presente siglo por los pobladores como “El Carancho” y “La Estaca”.
El 12 de junio de 1922, Don Nicanor Urdampilleta, por intermedio de su hermano y apoderado Claudio Urdampilleta, solicitó por nota al Ministro de Obras Públicas de la Provincia de Bs. As., Dr. Jáuregui, le autorizara la fundación de un pueblo en terrenos de su propiedad, sitos en el Partido de Bolívar, en las inmediaciones de la Estación Torrecita.
Deseaba que el pueblo se llamara Urdampilleta en homenaje a su padre, uno de los primeros pobladores del Partido de Bolívar.
Esta solicitud fue concedida en 1923 y Don Claudio Urdampilleta escrituró las reservas establecidas por la ley para su uso público.
De ello se desprende que el señor Don Claudio Urdampilleta fue el donante de los campos donde hoy se levanta el pueblo.

### Antecedentes del campo Torrecita
Mensura de diez leguas y seiscientos sesenta y siete milésimos de terrenos pertenecientes a la testamentaria de Don Juan B. Urdampilleta situados en la Sección 8.º del Partido de Bolívar.

### Estación de FFCC
Con fecha 16 de junio de 1893 el Ferrocarril del Sud y Oeste, solicitó al Gobernador de la Provincia de Buenos Aires, Dr. Guillermo Udaondo, se le autorizara a instalar líneas ferroviarias tendientes a perfeccionar el sistema de comunicación.
La primera línea unía las estaciones de empalme Lobos con Bolívar, pasando por 25 de Mayo y llegando a Guaminí con una extensión de 388 km y a un costo de $ 4.880.800. El tramo Bolívar - Guaminí fue habilitado al público el 17 de abril de 1889.
El 16 de diciembre de 1903 se envían los planos legalizados de la estación entre Ibarra y Pirovano, al gerente del ferrocarril del Sud, Señor Henderson, que habían sido aprobados el 16 de noviembre del mismo año por el Ministerio de Obras Públicas con el nombre de “El Deseado”.
La estación “Torrecita” fue habilitada al público el 1 de septiembre de 1904 habiéndose dado comienzo a su trabajo de construcción el 3 de febrero del mismo año según consta en nota del Ingeniero D. J. Hickey del ferrocarril al gerente de dicha empresa, Señor Henderson.
La estación está construida a un nivel de 108,21 m s. n. m.
En el mes de noviembre del año 1926 por nota 024476-S-N1139-C, el Secretario de Ferrocarriles Señor Raúl U. Pretto, envía una comunicación al Sr. Representante Legal solicitando se sustituya el nombre de estación “Torrecita” por el de Urdampilleta nombre que se denomina a esta localidad que sirve aquella estación. El Ministerio de Obras Públicas resuelve: “La Estación Torrecita del Ferrocarril del Sud se denominará Urdampilleta”.

### Actividades
Contaba con varios establecimientos educativos en la planta urbana y rural; Colegio Secundario; Biblioteca Popular con más de 5.000 volúmenes; Iglesia Parroquial; Delegación Municipal; sucursal de los bancos de la Nación Argentina;  Correo; Destacamento Policial (Subcomisaría); dos clubes deportivos; varios en la zona rural; casas de comercio de distintos ramos; dos cooperativas (de electricidad y agropecuaria) y varios profesionales; médicos; abogados; escribanos; odontólogos; etc.
Centro de una importante zona agrícola-ganadera, con una superficie de 54.255 ha, aptas para el cultivo de trigo, maíz, sorgo, avena, cebada, centeno y de distintas especies forrajeras.
La zona rural está dividida en quintas de 5, 10 y 15 ha dedicadas a la pequeña granja (cultivo de hortalizas), criaderos de aves y explotación de colmenares. A medida que nos alejamos del centro, muestra parcelas de 50, 100 y 200 ha destinadas a la agricultura y la ganadería.
Existen importantes establecimientos con superficies superiores a las 2.500 ha en muchos de los cuales se cría excelente producción de ejemplares de las razas Aberdeen Angus, Shorton, Hereford, Holando Argentino, etc.
También es zona para la cría de ovinos y porcinos, destacándose las mejores razas.
Datos del boletín oficial Rotary Club de Urdampilleta (26 de octubre de 1967).

## Fundación
Los pioneros fueron los hermanos Bernardo, José y Lorenzo Zavaleta quienes instalaron la primera casa de comercio en la localidad. Desde aquí, Torrecita comenzó a crecer como centro urbano importante. Luego se construyó el destacamento policial, panaderías, carnicerías, herrerías, talabarterías, peluquerías, hotel, zapatería, etc. El primer médico que se instaló en la localidad fue el Doctor Toccoimassa.
Estas poblaciones estaban ubicadas en las inmediaciones de la actual Plaza Gral. San Martín, aunque el núcleo de población (formada por ranchos), residía en lo que hoy se llama “pueblo viejo”.

### Aprobación de planos
La fundación de Torrecita (hoy Urdampilleta), no tuvo marco, acto, ni ceremonia oficial alguna. Los primeros propietarios de campos, según agrimensuras anotadas y planos ya mencionados, solicitaron la fundación del pueblo Nicanor F. Urdampilleta, y cuyos planos fueron aprobados el 17 de julio de 1923, como consta en el Archivo Histórico del Ministerio de Educación de la Provincia de Bs. As. fecha en que se conmemora el aniversario del pueblo.
El 11 de febrero de 1906 los hermanos Zavaleta establecieron su casa de comercio conocida como “El Siglo XX”, la estación ferroviaria fue habilitada en el año 1904; la estafeta de correos el 23 de mayo de 1905; la policía, según informe del Ministerio de Gobierno de la Pcia. de Bs. As., asumió sus funciones en el año 1910 con el agente Domesiano Baldovino.
El Club Atlético Torrecita (hoy Urdampilleta) fue fundado el 18 de marzo de 1923. Los Señores Pedro Licerio y Laureano Díaz inauguraron el 25 de mayo de 1910 el almacén de campo “El Centenario” y Don José María Varela llegó al pueblo el 11 de noviembre de 1908, inaugurando de inmediato su panadería y fábrica de galletas “La Armonía”.
Estas casas de comercio, mencionadas, ocupaban mucho personal, lo cual era una importante fuente de trabajo.
La producción invalorable de estas tierras llamó a radicarse a numerosas familias y el comercio adquirió proporciones desconocidas en muy pocos años. Las principales colonias agrícolas y que aún existen son: La Vizcaína, Campo Urdampilleta, Elizondo, Miguens, Del Carril, El Veterano, Paula, Las Coronas, San Andrés, Elissamburu, Llorens, San Juan, El Deseado etc.

## Club Atlético Torrecita, hoy Urdampilleta
Fundado el 18 de marzo de 1923, la primera comisión estaba integrada por los Señores Generoso Dimeo, presidente; Rafael Laurenti, vicepresidente; Enrique Mazzuca, secretario, entre otras personas.
La asamblea designó capitán y subcapitán del equipo de fútbol a los Señores Antonio Sigueiro y Abdón González.
Los colores de la camiseta eran rojo y negro, como en la actualidad.
Como presidentes honorarios figuraban los señores Claudio Urdampilleta, Bernardo Zavaleta, Jacinto Pérez y Roberto Campion.
Actualmente participa con sus divisiones inferiores en la Liga Deportiva de Bolívar, mientras que en Tercera y Primera División integra el certamen de la Liga Pehuajense de Fútbol.

## Club Atlético Comercio e Industria
El 4 de julio de 1925, se funda dicho Club por iniciativa de casi todos los empleados de las casas de comercio del pueblo.
La entidad debió llamarse “Empleados de Comercio” pero razones fundamentales primaron para la designación de Club Comercio, agregándose Industria por moción del Señor Emiliano De Vega, presente en la reunión, quien reclamó se incluyera esa actividad de la que el Señor De Vega era un genuino representante, quedando en definitiva con el nombre del título.
Usaban camiseta verde y negra, a rayas verticales y un símbolo de trabajo y pantalón azul.

## Clubes rurales
Integrados por Juventud Agraria, El Cañadón, El Veterano, La Raquel, La “14”, La “36”, etc., algunos mantienen la actividad, interviniendo en certámenes zonales con variada suerte y que concita el interés de los pobladores, también, cuentan con numerosos bailes, importantes reuniones sociales, a los que concurrían un importante número de personas.
En la actualidad, los únicos dos clubes urdampilletenses que forman parte del campeonato de Fútbol Rural Recreativo son Agrario y El Veterano.

## Torneos de verano
Esencialmente comerciales, antiguamente se desarrollaban en el prado de la Sociedad Española. Desde principios de este siglo, se disputan en el predio de la Escuela N.º 54 y se juega en modalidad Fútbol 7. En 2015/16 el campeón fue Transporte El Narigón, que derrotó en la final a El Sol Disco.

## Sociedad Española
Fueron padrinos del primer local, que se levantaría en la esquina sudeste de la calle Carlos Pellegrini, frente a las oficinas de Correos actualmente y donde existía una placa, Don Manuel Allende y Señora Esposa, Doña Magdalena Contreras de Allende.
Entre sus socios fundadores figuran entre otros, José María Varela, Flores Gándara, Pedro Arpiroz, etc.
Ubicada en la avenida que limita el final del pueblo, la Sociedad Española cuenta aún, con un amplio predio y salón de actos, con escenario, dependencias internas, etc.
Sede de populares romerías españolas que han desaparecido para siempre de nuestros pueblos y en las que se daban cita todo el vecindario, conjuntos musicales, orquestas típicas, bandas de música, etc.

## Medios locales de comunicación
Medios escritos:
Revista de Acá (Con 32 páginas, sale mensualmente y ofrece información de Urdampilleta y urdampilletenses). Anteriormente se presentaba en forma semanal (como Semanario de Acá) e incluía información de Pirovano. Se publica desde marzo de 2013.
Medios radiales:
FM 99.3 (Radio Urdampilleta) Funciona desde 2012.
FM 101.1 (FM Signos) Funciona desde 2016. Se destaca por transmitir cada domingo los partidos de Agrario o Veterano (el que juegue de local) en el Fútbol Rural Recreativo.

## Población
Cuenta con 2643 habitantes (Indec, 2010), lo que representa un incremento del 10,41% frente a los 2524 habitantes (Indec, 2001) del censo anterior.
De acuerdo a lo informado por el diario digital "Cambio Online 2000" de la ciudad de Adolfo Alsina, Urdampilleta fue la localidad de menos de 5000 habitantes que registro el mayor crecimiento en la Pcia. de Bs.As. Fuente: http://www.cambio2000.com.ar/pagina.php?id=3990
| Gráfica de evolución demográfica de Urdampilleta entre 1960 y 2010 |
|                                                                    |
| Fuentes: INDEC                                                     |

## Parroquias de la Iglesia católica en Urdampilleta
| Diócesis  | Azul       |
| --------- | ---------- |
| Parroquia | Cristo Rey |